# Ermita de Santo Domingo (Lécera)
L'ermita de Santo Domingo és una ermita d'estil barroc de la localitat aragonesa de Lécera (Espanya). En 2002 va ser declarada Ben Catalogat del Patrimoni Cultural Aragonés. És un temple de notables dimensions en el qual destaquen les seues proporcions harmòniques i la seua execució cuidada. A la seua fàbrica combina maçoneria amb elements en maó i cantonades de carreu.
Presenta planta de creu llatina amb nau única de tres trams, absis poligonal i creuer amb extrems poligonals. L'absis i els extrems de creuer es cobreixen amb voltes de quadrant d'esfera amb llunetes, mentre que el creuer es cobreix amb cúpula sobre petxines coronada amb una esvelta llanterna. La nau es cobreix amb voltes de canó amb llunetes cenyides per torals que es sustenten en pilastres amb potents capitells corintis; en el tram dels peus se situa el cor alt sobre arc rebaixat. Les superfícies interiors està arrebossades i pintades, destacant un potent entablament moldurat que recorre els murs i la decoració d'estucs amb motius barrocs i clasicistes que es concentra especialment a la zona de la cúpula, on alternen els relleus dels evangelistes de les petxines amb motius vegetals, escuts, àngels, busts femenins, etc.
A l'exterior, de gran rotunditat volumètrica, es van afegir un porxo d'entrada, contraforts laterals i un campanar de paret sobre el capcer. La portada se situa en el mur dels peus, obrint en ampli arc de mig punt dovelat i amb impostes molduradas; està protegida per un porxo de construcció posterior. El ràfec és de maó, alternant tacs amb filades en llistell i en dent de serra. Sobre les cobertes es destaca l'elevada llanterna que corona el cos octogonal que embolica la cúpula; és de planta octogonal, amb pilastres als angles i amb obertures en arc de mig punt sobre els quals es van disposar requadres de cantonades a portell; remata amb una cupuleta.